# ロシアのウクライナ侵攻による環境への影響
2022年のロシアのウクライナ侵攻は、現在も広範囲にわたる、おそらく深刻かつ長期的な環境被害をもたらしている。ウクライナ政府、ジャーナリスト、国際監視団はこの被害をエコサイドと表現している。
爆発は物理的な破壊とともに有毒なダメージを及ぼし、爆発が起こるたびに、鉛、水銀、劣化ウランなどの有毒物質の粒子が空気、水、土壌に放出される。TNT、DNT、RDXなどの爆発物を摂取すると病気を引き起こす可能性がある。
高度に工業化された地域での戦闘は、選鉱くずや燃料の流出などの技術的災害を引き起こし、ウクライナだけでなくヨーロッパやロシアの広大な領土を汚染する。破壊された建物からは発がん性のある粉塵が放出され、その危険性は数十年にわたって残る。重金属や化学物質は地下水に浸透し、水源を汚染し、川や水域の生命を死に至らせる。社会インフラの破壊により、すでに400万人以上の人々が純粋な飲み水を手に入れることができなくなっている。植物が汚染物質を吸い上げ蓄積するため、軍事紛争地域の土壌はもはや農業には適さない。
戦争は原子力事故の危険性も高め、原子力発電所の電力不足や発電所周辺での戦闘は、チェルノブイリや福島のような原子力災害を引き起こす可能性がある。軍事的CO2排出量は数億トンに達し、パリ協定の目標を損なっている。
ウクライナの自然保護区の12,000平方キロメートル以上が戦闘地域となっている。希少な固有種や移動種の個体群は大きな損失を被り、鳥は巣を放棄し、通常の移動ルートを変更することを余儀なくされた。何十年にもわたる保護プロジェクトの努力は台無しになった。
戦争による環境被害の総額は終戦まで推定できないが、予備データによると、ウクライナの自然が回復するには少なくとも15年かかるという。

## 戦争による自然破壊

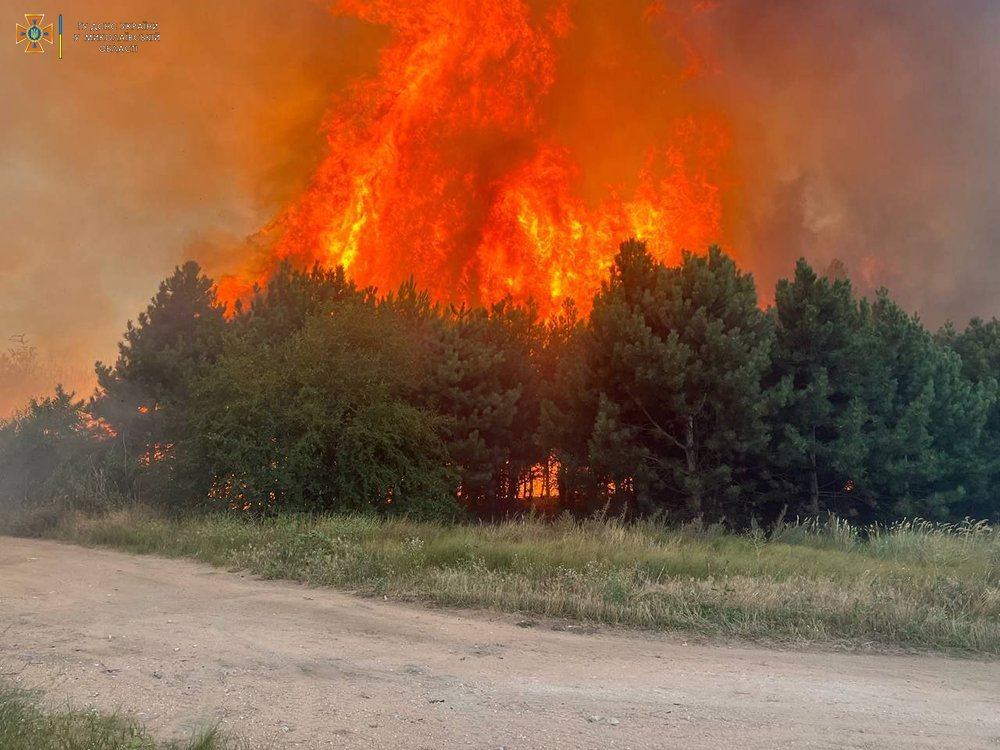
ムィコラーイウ州で砲撃による山火事が発生（2022年8月9日）

戦争による環境へのダメージは何世紀にもわたって続く可能性がある。研究によると、ベルギーのイーペル近郊の土壌には、第一次世界大戦後も依然として2,000トン以上の銅が含まれている。イランでは、イラン革命での戦闘の後、土壌は依然として水銀と塩素で汚染されている。第一次チェチェン戦争と第二次チェチェン戦争により、チェチェンの土壌の30％以上が農業に適さなくなった。
土壌のpHと酸素と水のアクセスに応じて、弾薬が劣化するまでに100年から300年かかる。破壊された都市は、不発弾が瓦礫の中に埋もれ、廃墟となった家々が発がん性のある粉塵を（時には数十年にわたって）放出し、何百万トンもの瓦礫をリサイクルすることがほぼ不可能であるため、生態系に大きな影響をもたらす。アスベストは瓦礫の中から空中に放出される可能性がある。人々の強制的な大量移転は、受け入れ地域のインフラに過負荷を与える。難民キャンプには廃棄物が蓄積されており、リサイクル施設がほとんどない。
2014年、ウクライナでの地雷1個の設置コストが約2.5ユーロであったのに対し、地雷除去には900ユーロ以上かかった。ロシアの侵略によって引き起こされた環境被害を完全に見積もるには多くの研究が必要だが、これは戦闘が終わるまでは現実的ではない。2022年6月時点で、ウクライナ環境省は、その費用を66億ユーロと見積もっている。この戦争によるいわゆる「カーボンブートプリント」は数百万トンと数えられており、CO2排出削減に向けた努力を台無しにしている。

### 直接汚染
戦闘開始から最初の2週間後、キーウの大気モニタリングでは汚染物質濃度が通常の27倍であることが示された。爆発や、装甲や車両の破壊、燃料の燃焼や流出により、空気、水、土壌が汚染される。各爆弾の爆発により、重金属、ホルムアルデヒド、亜酸化窒素、シアン化水素、および有毒な有機化合物の粒子が放出される。これらの汚染物質は風や地下水によって拡散するため、戦争による環境への危険な影響はロシアとヨーロッパに直接影響を与えることになる。爆発物は空気中で酸化する化合物を放出し、酸性雨を引き起こす可能性があり、それらは植物や哺乳類（人間を含む）の呼吸器官を「焦がす」ことができる。
弾薬は主に（95～97%）鉛で構成され、残りは亜鉛、ニッケル、バリウム、マンガン、銅、アンチモンなどであり、劣化ウランが含まれる場合もある。鉛は毒性が高い上に摂取されやすく、呼吸や飲食だけでなく、皮膚や髪の毛からも人体に侵入する。鉛への長期曝露は腎不全を引き起こし、たとえ短期間の接触でも神経系に影響を及ぼし、脳症、貧血、協調不全や記憶喪失を引き起こす。同様の神経毒性影響は動物でも生じる。
劣化ウランの粒子は白血球の100分の1で、血液脳関門を容易に回避できるため、嗅覚神経に到達して認知プロセスを直接阻害する可能性がある。アンチモンは、心血管系、呼吸器系、消化器系の炎症を引き起こす。ニッケルも免疫システムにダメージを与える。 高濃度の銅、マンガン、亜鉛にさらされると有毒な影響があり、肺炎、肺線維症、嗜眠を引き起こす可能性がある。 破壊された弾薬ケースの微粒子は水に入り、食物連鎖を通じて人体や動物の体に浸透する可能性がある[要出典医学]。
TNT、DNT、RDX などの爆発物は化学汚染を引き起こし、人に急性中毒や長期にわたる変異原性影響を引き起こす。TNTは皮膚や粘膜から容易に吸収され、摂取量に応じて、その発癌作用は脱毛、貧血、肝不全、白内障を誘発し、血液組成を変化させる可能性がある。ヘキソーゲン中毒は吐き気や貧血を引き起こし、長期にわたる曝露は腎不全や肝不全を引き起こす。DNTも有毒であり、大量に摂取すると心血管系を破壊し、腫瘍を引き起こす可能性がある。爆発後、BM-21の砲弾から少なくとも0.5キロの硫黄が残り、地面に落ちる。そして、硫黄と水の接触により（亜硫酸に変化し）、戦闘行為が行われた場所は酸で「焦土」となる。
米国防総省によると、2022年7月までに少なくとも1200発のロケット弾と爆弾がウクライナで爆発した。 侵攻の最初の数日間、ロシア軍は都市部近くにある弾薬庫を爆撃し、大規模な爆発と火災によって発生した有毒な雲が住宅地や村を覆ったことで、地元住民の健康に深刻な被害が生じる可能性がある。悪名高い「パンチェヴォがん」はそのような暴露の一例であり、1999年のパンチェヴォ爆撃の生存者の間で腫瘍疾患の急増が記録された。多くの科学者は、戦闘行為で生じる有毒被害は爆発よりも人口にとってさらに危険であると確信している[要出典医学]。
ロシア人ジャーナリストのユリア・ラティニナによると、侵攻中にカスピ海に展開したロシアのTu-95とTu-160爆撃機の正常に動作しない空中発射巡航ミサイルの有毒燃料が、2022年のカスピカイアザラシの大量死を引き起こした。ラティニナによると、一部のミサイルは老朽化により正常に発射できず、発射点近くに落下するという。陸上での偶発的な失敗を避けるために、ミサイルの発射は水上で行われる。侵攻が始まって以来、カスピカイアザラシの大量死がいくつか記録されている（2022年春には、3月31日から5月2日までにカザフスタンのマンギスタウ州で832匹の死骸が発見され、同年夏にはカザフスタンの海岸で837匹の死体が発見された）。

### 工業用地への爆撃
ウクライナ東部は、炭鉱、製油所、化学研究所、製鉄所などを含む900以上の施設や生産センターがある高度に工業化された地域だった。紛争環境監視団（CEOBS）は、1,000万トンを超える有毒廃棄物と選鉱くずがこの地域に保管されていると推定している。直撃や爆発により、空気、水、土壌を汚染する危険な物質が漏洩する。高リスクの産業現場での事故は「ドミノ効果」で拡大し、悲惨な熱、液体、化学物質の放出を引き起こす可能性がある。
2022年4月1日の時点で、化石燃料インフラに対する攻撃が36件以上、発電所に対する攻撃が 29件、水道インフラに対する攻撃が7件、原子力施設に対する攻撃が6件以上登録されている。ウクライナの製油所では2022年6月までに60件以上の火災が発生した。 アゾフスタル、リシチャンスク製油所、スミキンプロムなどの巨大産業企業での事故は、悲惨な環境被害につながる可能性がある。しかし、アゾフスタルはロシア侵攻の最初の週に環境上安全な停止プログラムを開始した。コークス炉は停止され、温度は下げられ、コークス化プロセスの継続とコークス炉ガスの放出をできるだけ集中的に防ぐために液体ガラスが注入された。2月25日、化学試薬が廃棄された。リシチャンスク製油所への攻撃により、5万トンのオイルスラッジのタンク、2万トンの石油が入った2つの貯蔵器、および硫黄貯蔵所が発火した。

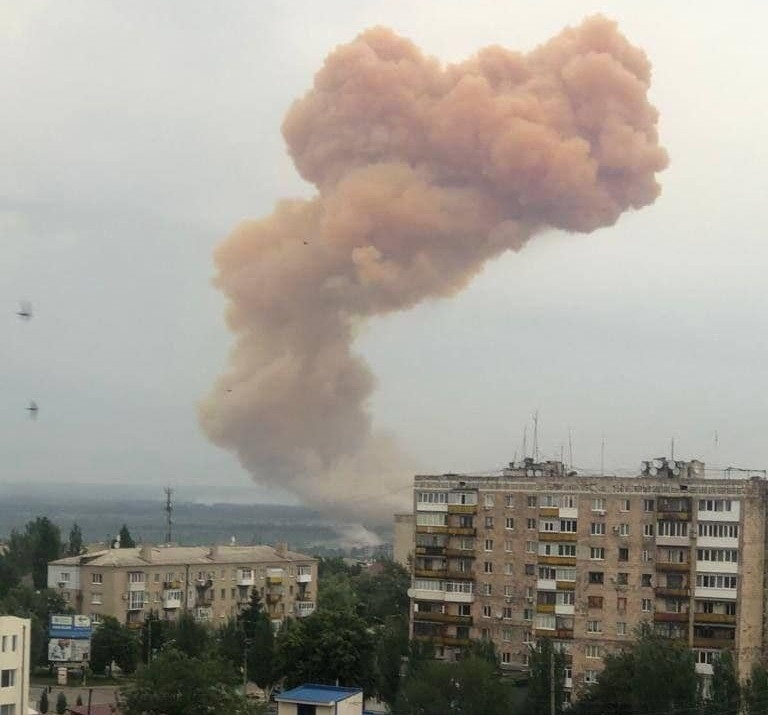
セヴェロドネツィク市の硝酸で満たされたタンクへの砲撃による爆発（2022年5月31日）

産業センターへの攻撃の数により、国際監視団とウクライナ政府はそれらをエコサイドと認定した。たとえば、3月21日にはスミキンプロムのアンモニア貯蔵器が攻撃され、その結果、（アンモニアの）漏出は半径2.5 キロメートルのエリアに及び、ノヴォセリツィ村の人々は避難所に隠れるよう指示された。4月5日と9日にルビージュネの硝酸タンクが爆破され、ドネツク人民共和国の警察とウクライナ軍が互いに非難し合った。2022年4月4日、クレメネツ地域でロシアのロケット弾が撃墜され、破片が農場に落下し、有機肥料が入った貯蔵器に衝突して漏洩が発生した。貯蔵器はほぼ空になっていたが、流出は地元のイクヴァ川を汚染するのに十分だった。数日後には、採水したアンモニア濃度が安全レベルを163度上回ることが判明し、岸辺で魚の死骸が報告された。5月31日、セヴェロドネツク地区で硝酸の入ったタンクが爆破され、化学物質の雲により地元住民は避難所に身を隠すことになった。2022年6月の時点で、ウクライナの監視団は敵対行為による環境被害を2000件以上登録している。
工業用地は操業を停止していても、人間の管理がなければ危険な可能性があることから、強制移住は戦争によって引き起こされるもう一つのリスクとされている。東ウクライナのほとんどの工場や工業用地はソ連時代に建設されており、そのインフラは現在著しく老朽化している。 たとえば、ジェルジンスクのフェノール工場 には有毒廃棄物の池が2つあり、そのうちの1つは2019年に不安定であることが確認されたダムを備えている。漏洩が発生した場合、800万トンの化学廃棄物が周辺の土地やザリズナ川に流れ出て、この地域の水源を汚染し、ロシアに流れ込むセヴェルスキー・ドネツ川にまで達する。
活発かつ拡大する戦闘行為によりメンテナンス計画の継続が困難になるにつれて、ウクライナ東部全域の炭鉱は急速に劣化しており、ドンバス地域全体にわたる地下水と地表水の汚染の可能性が報告されている。鉱山が浸水すると、放射性核種や有毒物質が地下水を汚染し、地元の住宅地の水源を汚染する。ユーロ委員会の専門家は、1979年の核実験に使用された「ユンコム鉱山」を含む、ドンバス内の少なくとも35の放棄された炭鉱を登録した。放棄された「ゾロトエ」鉱山からの漏出により、2021年にKomyshuvakha川の水がオレンジ色に染まった。戦争が続くにつれ、ロシアの侵略によって引き起こされる人災のリスクは日に日に増大している。最悪のシナリオには、有毒廃棄物によるアゾフ海の汚染が含まれる。

## 損傷した生物製剤システム

### 肥沃な土壌

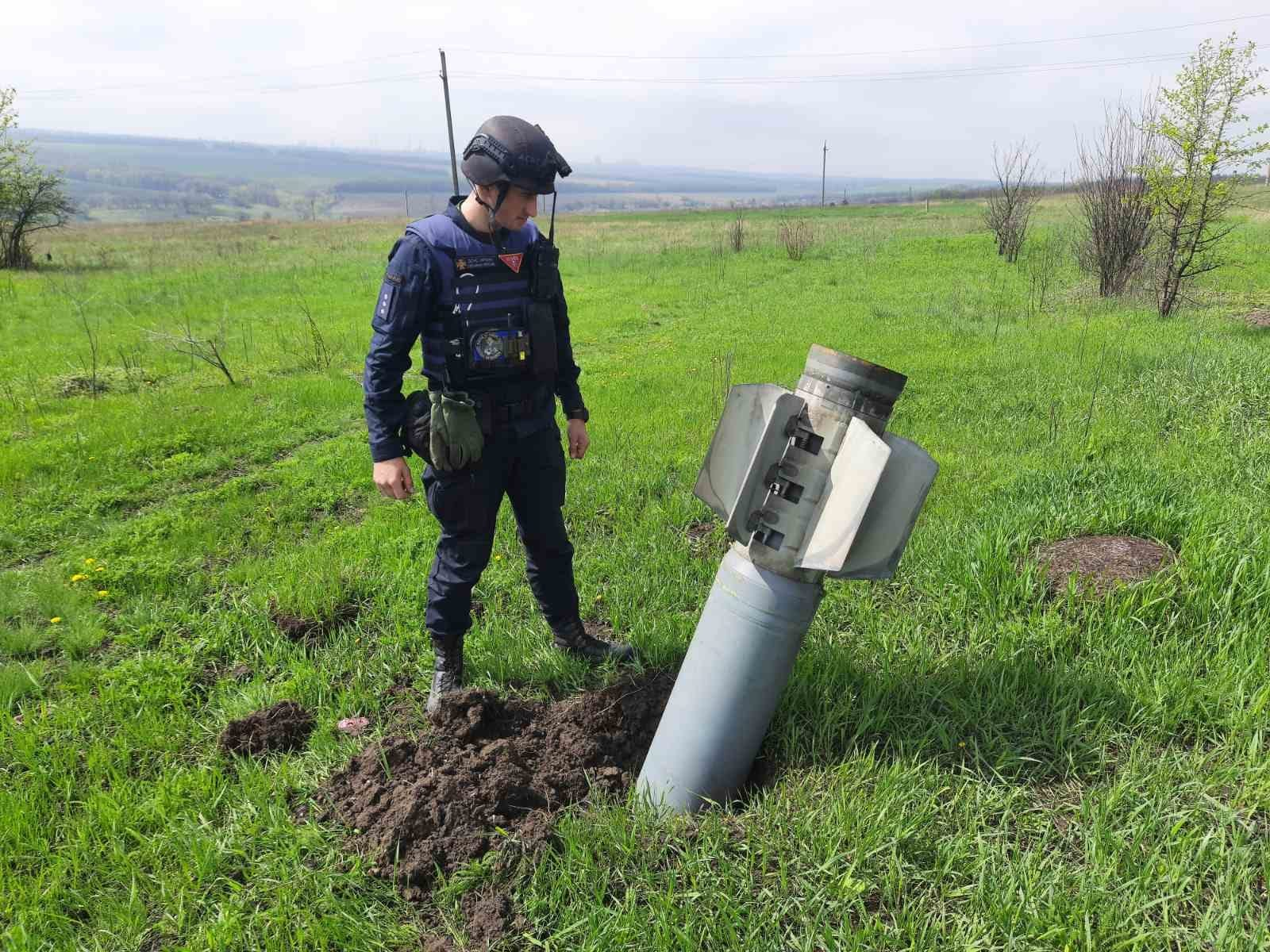
ルハーンシク州の草原に落下したミサイル

戦闘と砲撃は肥沃な土壌を長期間にわたって破壊する。ウクライナを世界最大の穀物輸出国の一つにした肥沃なチェルノーゼムは、重金属、化学物質、潤滑油、使用済み燃料による汚染に苦しんでいる。汚染された土地で育つ植物はこれらの汚染物質を吸収し、食物連鎖を通じて人間に伝達する。国連の推定によると、2022 年にはドンバスだけで530ヘクタール以上が生態学的大惨事地域と評価された。
研究によると、チェルノーゼムは戦車や大型車両によって物理的に損傷を受けている。その重みで土壌が固まってくっつき、通常は土壌をかき混ぜて空気を含ませるミミズやその他の動物が騒音で怖がってしまう。土壌微生物群集は少なくとも数年間は減少し、湿った土壌が戦車の往来から回復するには少なくとも4年を要する。また、植生が減少すると、汚染物質が容易に浸透し、地中深くまで浸透する傾向がある。
生態学者はまた、畑での農業利用が突然中止されると、ネズミや雑草の無制限の繁殖につながると指摘している。

### 水源

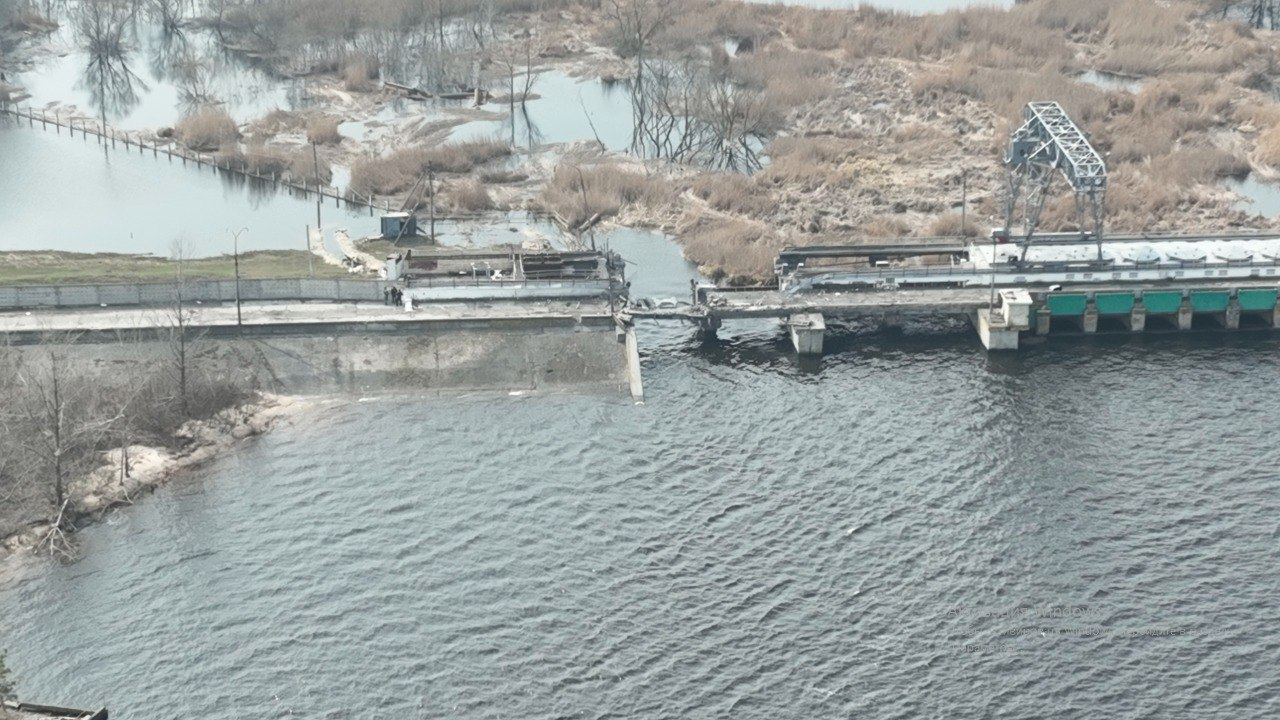
コザロヴィチ近郊の破壊されたダム

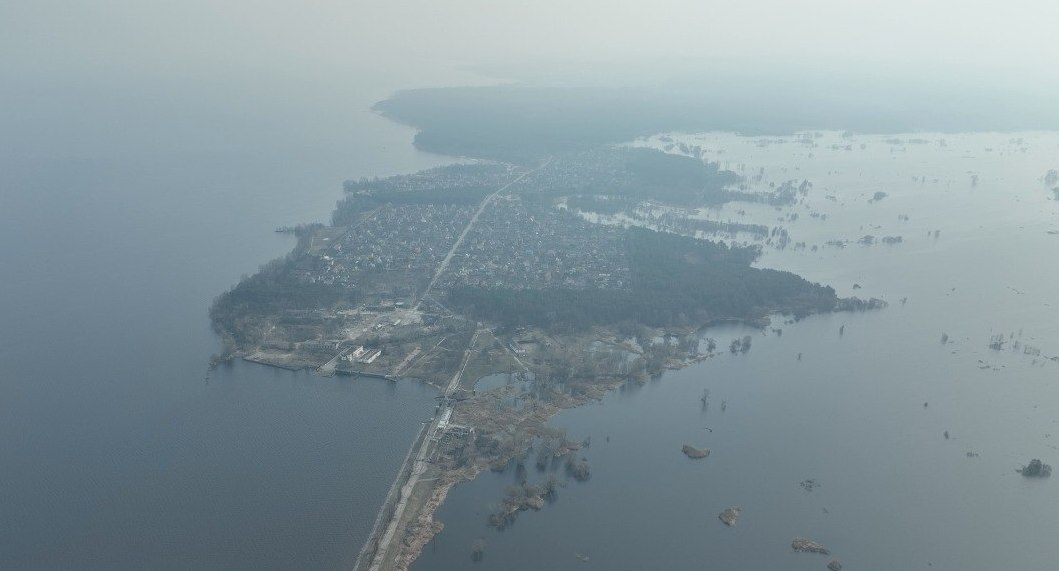
洪水後のデミディウ村

ロシアとウクライナの紛争は、水資源と水インフラに大きな影響を与えている。
河川と水域は戦略的に重要な対象であり、ドニエプル川、ドネツ川、イルピン川は自然の防衛として機能しており、黒海も戦争の舞台となった。破壊や放棄された車両は、漏れた燃料や潤滑油によって水を汚染する。燃料の流出は火災を引き起こし、水の化学バランスを乱す。 石油自体は海洋野生生物や微生物にとって非常に有毒であるが、農薬や重金属などの汚染物質を溶解し、水の上層での濃度を高める炭化水素も含まれている。
ダムの破壊は、土壌と水の汚染だけでなく、広大な領土の劣化を引き起こす。その例として、2022年2月26日にコザロヴィチ村近郊のイルピン川のダムがロシア軍に破壊された結果、洪水が10キロメートル以上にわたって発生し、ホレンカにまで達した。オデッサ湾、ドナウ・デルタ、アゾフ海の生物多様性への影響はまだ推定されていない。
セヴェルスキー・ドネツ川は2018年に危機的な状況にあった。この河川はドンバス全域の水源の役割を担っているが、河川に含まれる重金属及びアルキフェノールの水準は許容範囲の7倍だった。2022年、爆弾によりポパスニャンスキー水路とウジノドンバスキー水路、「セヴェルスキー・ドネツ－ドンバス」水路が破壊され、ドネツカヤ濾過工場は電力不足により何度も停止した。パイプライン破断後、未処理の下水が川に流出した。敵対行為により、400万人にサービスを提供していた水道インフラが破壊され、彼らはきれいな飲み水を利用できなくなった。汚染された水を飲むと内臓に影響があり、場合によっては1週間で肝臓が毒されて死亡することもある[要出典医学]。汚染水は下流に流れ、ロシアの土壌や地下水を汚染する。

### 国立公園と自然保護区

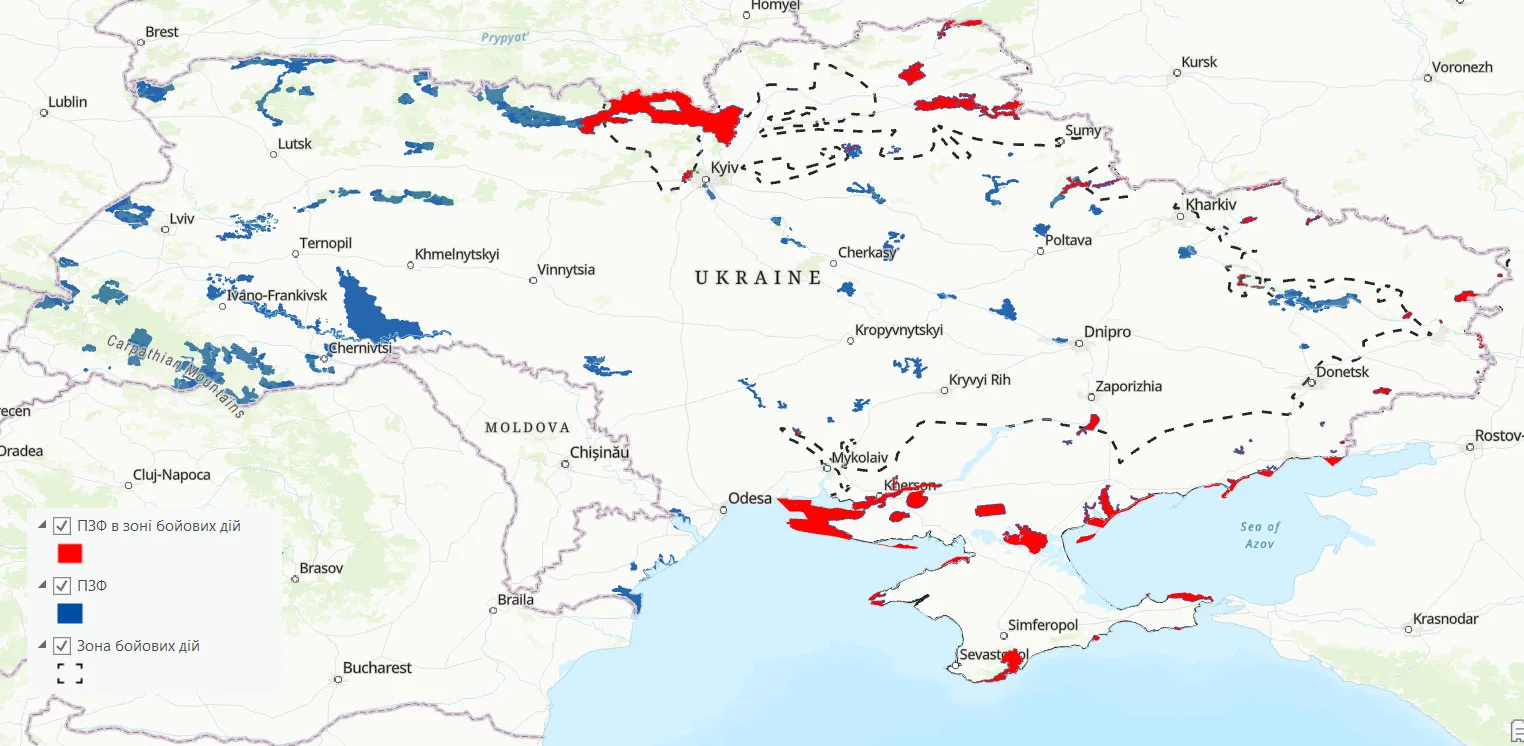
2022年4月時点で敵対行為の影響を受けた国立公園と保護区

ウクライナの国立公園と保護区は、多くの絶滅危惧種が生息する「エメラルドネットワーク」と呼ばれる全ヨーロッパの一連の保護区の一部である。予備評価によると、ウクライナの保護地域の124万ヘクタール以上 (つまり3分の1以上) が戦争の影響を受けた。ウクライナ自然保護協会によると、ウクライナの最も貴重な自然地域の44％以上が戦争で覆われている。
ロシア軍は自然保護区に塹壕を掘り、要塞を建設し、地雷を設置して爆発させた。ヴェリキィ・ルー国立自然公園では、16年間の保護プログラムの一環である絶滅危惧種の「Bulbocodium vernum」の畑をロシアの戦車が移動した。黒海生物圏保護区のヘルソン付近での戦闘は非常に激しかったため、火災は宇宙からも見えた。
マリウポリ近くのメオティダ国立自然公園は、ニシハイイロペリカンやオオズグロカモメなど、多くの絶滅危惧種の鳥類の生息地および営巣地である。キンバーン砂州の森林保護区での戦闘は1週間以上続き、地元の生態系に取り返しのつかないダメージを与えた。Dzharylhach国立自然公園は、多くの珍しい固有のハーブやイノシシ、キツネ、シカの生息地であり、活発な戦闘地域となり、沿岸の56キロメートル以上に地雷が埋められた。 また、戦争により多くの検査官や環境活動家が職場を離れることを余儀なくされ、数十年にわたる保全と生物多様性のプロジェクトの成果が台無しになった。
2023年11月6日、ウクライナ環境保護・天然資源省は、ロシアによるヘルソン州占領中の「ロシアの武力侵略」により、Dzharylhach国立自然公園が完全に破壊されたと報告した。

### 動物と鳥
ウクライナには7万種以上の動植物が生息しており、ヨーロッパの生物多様性の35％以上を占めている。戦争は地元の個体群に直接的な影響を与え、移住も混乱させる。砲撃や爆撃によって野生動物が殺され、火災、爆発、振動は動物を怖がらせ、鳥を巣から追い出し、食物連鎖を混乱させる。大型車両が川を強引に移動する場合、昆虫の幼生には毒となる燃料や潤滑剤で水を汚染する。幼生の数が少ないほどカエルの数が減り、ツルの餌がなくなることを意味する。ほとんどの種の繁殖期である春季の戦闘では、被害は倍増する。
2014年のロシアによるクリミア併合の際、ロシア軍はKrivaya Kosa自然保護区の保護地に上陸して移動し、レッドブックに掲載されているオオズグロカモメの巣を瞬時に破壊した。 爆撃の影響で、2022年にKrivaya Kosaを通って移動したニシハイイロペリカンの数は、通常の1500羽から300羽に減少した。戦争の最初の3か月だけで200発の爆弾がトゥズリー・ラグーンに投下された。
トゥズリ・ラグーン国立自然公園の保護活動家たちは、沿岸のラグーンと黒海のつながりを回復するための30年にわたるプロジェクトを主導した。何十億もの小魚が繁殖地に移動するルートとして機能する自然の小川は、工業的農業によって干上がっており、毎年春に従業員が浅い水路を掘って代用していた。2022年、沿岸には地雷が埋め込まれ、従業員は退避を余儀なくされたが、水路が掘られなければ魚の移動ルートがなくなり、5000羽ものサギの食糧基地がなくなり、生態系が破壊されることを意味する。
イルカは最も影響を受ける種の1つであり、ウクライナ、トルコ、ルーマニア、ブルガリアの海岸沿いで数百頭の動物の死骸が発見された。科学者らは、イルカが重金属中毒、爆発、音響外傷、軍用ソナーによる前例のない騒音公害によって引き起こされた見当識障害によって死亡したと考えている。死骸の一部には機械的損傷や火傷が見られた。
トゥズリー公園のディレクター、イワン・ルセフは、死んだイルカの数を数千頭と推定している。
家畜も同様に被害を被っている。戦前、ウクライナには350万頭以上の牛、570万頭以上の豚、2億1200万羽以上の家禽が飼育されていたが、これらの家畜は移動が難しいため、飼い主に放棄されることがよくあった。（それらに比べて）猫や犬は、避難している飼い主に連れて行かれることも多いが、そのほとんどは戦争の影響を受けた地域に取り残されている。人間が去った地域に野生動物が戻ってくることもある。たとえば、ドネツクでは、オオカミの個体数が（ドンバス）戦争前から約50%増加し、ウクライナ東部ではキツネが4倍も増加していると推定されている。これに加えて、特にドネツクで人間の狂犬病も増加している（ウクライナの狂犬病症例のほぼ3分の1はキツネが原因であると考えられている）。

## 制裁による環境への間接的影響
戦争が始まると、ほとんどの国際財団や組織は環境プロジェクトにおけるロシアとの提携を中止し、北極の気候変動に関する国際研究は中断された。ウクライナでは、ほぼすべての自然保護プロジェクトが中断された。 2021年にトルコ、ヨーロッパ、シベリアで発生した山火事は、ほとんどがロシア軍機によって消火された。しかし、2022年には制裁のためそのような契約を結ぶことは不可能となり、ロシア国内でも、通常は軍が山火事（の消火）に協力しているが、戦争のため予備軍はいなかった。前例のない熱波と相まって、悲惨な結果を招く可能性がある。

### エネルギー革命
ウクライナ戦争はエネルギー革命を早める可能性がある。2022年3月、欧州はロシアに石油とガスの代金として毎日約6億4000万ユーロを支払い、同国の炭化水素輸出からの収入は予算の40％以上を占めた。アントニオ・グテーレス国連事務総長はすべての国に「再生可能エネルギーの未来に向けて全力を出す」よう呼び掛け、化石燃料の供給不足をガスと石炭で埋めようとする試みを「相互確証破壊」と呼んだ。多くの専門家は、持続可能なエネルギー源への切り替えは、例えば新しいガスパイプラインやターミナルを建設するよりも迅速かつ費用効果が高い可能性があることに同意している。
一方、一部の人は懐疑的であり、この戦争がパリ協定の目標に向けたあらゆる取り組みを混乱させるだろうとほぼ確信している。 一部の政府がロシアの化石燃料を他国からの輸入に置き換え、そのギャップを石炭エネルギーで埋めることを決定した場合、CO2排出量は増加するだろう。ロシアの炭化水素を代替するために新たなサプライチェーン、新たな物流、インフラを構築すれば、ほぼ確実に世界は不可逆的な温暖化に陥るだろう。
2023年、ヨーロッパのロシア石油不買運動により液化天然ガス（LNG）の利用可能量が減少したため、多くのアジア諸国は、地域の熱波によるエネルギー需要に対応するために石炭利用への回帰を余儀なくされている。ブルームバーグニュースは、ロシアが4月に760万トンの石炭をアジアに輸出し、インドと中国が3分の2以上を購入したと報じた。
2010年代に中国は石炭使用量の削減など排出量削減に向けた措置を講じているため、2022年に排出量がピークに達すると示唆されている。 2022年のエネルギー供給の問題により、中国は新たな石炭火力発電所を大規模に承認し始めた。2023年半ばまでに、中国は非常に多くの承認をしており、「すでに許可されたプロジェクトをその後キャンセルしたり、あるいは既存の発電所の大規模な早期廃止したりすることがなければ、許可をただちに中止しない限り、中国は第15次5カ年計画（2026～30年）中に石炭火力の発電容量の削減は決してできないだろう」。 中国は2022年に承認された発電所の半分を2023年夏までに建設し始めた。理由の一つは、リチウムなどの金属価格の上昇を含むエネルギー供給の不安定をもたらしたウクライナ戦争であった。
この戦争により、インドと中国へのロシア産原油の割引販売が大幅に増加し、一般にBRICS諸国にとってロシア産原油の魅力が高まった。この制裁により、ロシア製品を購入する国に対する「ロシア製品の請求価格の引き下げ」が実現した。ブラジルはまた、ロシアからの石油、ガソリン、ナフサの輸入を増やしており、データインテリジェンス企業のクプラーは、ロシア産ディーゼルの購入により、ブラジルの燃料輸入価格が1バレル当たり10～15ドル下がったと推定している。
2022年、ウクライナ戦争により新たな掘削の承認が大幅に増加し、米国はフラッキングブームを経験した。計画された掘削では、世界の年間排出量の4倍にあたる1,400億トンの炭素が放出される。
COP 28の見通しについて語る国際エネルギー機関のファティ・ビロル事務局長はこう述べた:
ウクライナ戦争をめぐって多くの国が対立する地政学的状況や、依然として冷え込んだ米中関係を考慮すると、サミットは困難なものになるだろう。[中略] （気温上昇を産業革命以前の水準から1.5℃に制限するための）最も重要な課題は、国際協力の欠如である

### 環境法制
2022年2月24日以降、ロシアの環境法に多くの潜在的に危険な改正が加えられた。例えば、自然保護区での建設が許可され、排出基準が引き下げられ、ロシアの自動車メーカーはヨーロッパの環境基準に関係なくモデルを生産することが許可され、今後2年間は企業による環境影響評価は不要になる。国の「クリーンエア」プログラムも2年間延期された。
戦争関連の汚染の除去は困難な作業であり、土壌のpH、微生物の活動、地域の気温など、多くの要因に依存する。

## 訴追
ウクライナ政府、国際監視団、ジャーナリストはこの被害をエコサイドと表現している。ウクライナ政府は環境に対する200件以上の戦争犯罪と15件のエコサイド事件（ウクライナでの犯罪）を捜査している。ウクライナ当局者らは、ロシアに再建と復興の費用を払わせるために国際社会の支持を得る計画を立てていると述べた。予備的な評価に基づくと、この戦争は510億ドルの環境被害を与えた。
ウクライナのゼレンスキー大統領とアンドリー・コスティン検事総長は、環境被害とそれを訴追する方法について話し合うため、ヨーロッパの著名人（マルゴット・ヴァルストローム、ハイジ・ハウタラ、メアリー・ロビンソン、グレタ・トゥーンベリ）と会談した

## 情報源
- Hook, Kristina; Marcantonio, Richard (2022-01-18). “Environmental dimensions of conflict and paralyzed responses: the ongoing case of Ukraine and future implications for urban warfare”. Small Wars & Insurgencies 34 (8):  1400–1428. doi:10.1080/09592318.2022.2035098.
- Hrytsku, Veronika; Derii, Zhenna (2022-06-08). “Ecological consequences of war in Ukraine”. Present Environment and Sustainable Development.
- Gardashuk, Tetiana (2022-06-24). “Is Russian Aggression in Ukraine Ecocide?”. Envigogika 17 (1). doi:10.14712/18023061.642.
- Lima, D.; Bezerra, M.; Neves, E.; Moreira, Fatima (2011). “Impact of ammunition and military explosives on human health and the environment”. Reviews on Environmental Health 26 (2):  101–110. doi:10.1515/reveh.2011.014. PMID 21905453.
- Dathan, Jennifer (2020). “The environmental consequences of explosive weapon use”. Action on Armed Violence (Government of Norway, Ministry of Foreign Affairs).
- Ana, G.R.E.E.; Sridhar, M.K.C. (2007-02-27). “Bomb explosions, environment and health: a Nigerian experience”. Disaster Prevention and Management 16 (1):  6–14. Bibcode: 2007DisPM..16....6A. doi:10.1108/09653560710729767. ISSN 0965-3562.
- Nikolaieva, I.; Averin, D.; Lystopad, O. (2020-11-06). “Witnessing the Environmental Impacts of War”. Pax for Peace.
- Nikolaieva, I.; Nikolaieva, H.; Lobodzinskyi, O. (2019). Research of the Donbass tailings storage facilities current state and their possible emergency impact onwater bodies under the military actions (PDF) (Report).